# Pigeonnier de Cas
Le colombier de Cas est un colombier située sur la commune d'Espinas, dans le département de Tarn-et-Garonne en France.

## Localisation
Le pigeonnier est une dépendance du château de Cas situé dans la cour, au nord-est du château.

## Description
Pigeonnier-tour carré posé sur des arcades constituées de bloc de pierre. Le tout couvert d'un toit à quatre pans, surmonté d'un faîtage de pierre à bulbe.

## Historique
Ce pigeonnier est construit autour du XVIIe siècle.
Le colombier de Cas est inscrit au titre des monuments historiques par arrêté du 6 juin 1980.